# Kang Na-ru
Kang Na-ru (kor. 강나루; * 25. April 1983) ist eine ehemalige südkoreanische Leichtathletin, die sich auf den Hammerwurf spezialisiert hat.

## Sportliche Laufbahn
Erste internationale Erfahrungen sammelte Kang Na-ru im Jahr 2005, als sie bei den Asienmeisterschaften im heimischen Incheon mit einer Weite von 50,96 m den siebten Platz belegte. 2007 gewann sie dann bei den Asienmeisterschaften in Amman mit 57,38 m die Silbermedaille hinter der Chinesin Liao Xiaoyan. 2011 erreichte sie bei den Asienmeisterschaften in Guangzhou mit 56,57 m Rang fünf und im Jahr darauf nahm sie an den Asienspielen ebendort teil und wurde dort mit 56,85 m Sechste. 2011 belegte sie bei den Asienmeisterschaften in Kōbe mit 62,48 m den vierten Platz und schied anschließend bei den Weltmeisterschaften in Daegu mit 61,05 m in der Qualifikation aus. 2012 stellte sie in Daegu mit 63,80 m einen neuen Landesrekord auf. Bei den Leichtathletik-Asienmeisterschaften 2013 in Pune klassierte sie sich mit 61,70 m erneut auf dem vierten Platz und im Jahr darauf nahm sie erneut an den Asienspielen in Incheon teil und wurde dort mit einem Wurf auf 58,80 m Fünfte. 2016 beendete sie in Mokpo im Alter von 33 Jahren ihre aktive Karriere als Leichtathletin.
In den Jahren von 2007 bis 2010 sowie 2012, 2013 und 2015 wurde Kang südkoreanische Meisterin im Hammerwurf.